# Катеріна Райхе
Катаріна Райхе (16 липня 1973 , Луккенвальде, Бранденбург ) — німецька політикиня з Християнсько-демократичного союзу (ХДС).

## Навчання
Після отримання диплома Abitur у 1992 році вивчала хімію в Потсдамському університеті, Університеті Кларксона в Нью-Йорку та Університеті Турку у Фінляндії. У 1997 році отримала диплом.

## Політична кар'єра
У 1992 році Райхе була однією з засновників Ring Christlich-Demokratischer Studenten (Асоціація студентів-християн-демократів, RCDS) у Потсдамі, і в тому ж році вона приєдналася до Молодіжного союзу. З 1996 року також є членкинею Християнсько-демокртивчного союзу. У 2000 році Райхе увійшла до федеральної виконавчої влади від ХДС, а також до складу виконавчого комітету партії в землі Бранденбург.
Під час виборчої кампанії 2002 року Райхе була залучена до команди ХДС/ХСС тодішнім кандидатом у канцлери Едмундом Штойбером як експертка з питань жіночої, молодіжної та сімейної політики. Це рішення було розкритиковано консервативними колами всередині двох партій, тому що Райх на той момент була неодруженою матір'ю. З 2005 по 2009 рік Райхе обіймала посаду заступниці голови парламентської групи ХДС / ХСС під керівництвом голови Фолькера Каудера. На цій посаді вона відповідала за нагляд у політичних сферах освіти і науки, а також довкілля, охорони природи та ядерної безпеки.
В уряді канцлерки Ангели Меркель Райхе спочатку обіймала посаду державної секретарки парламенту у Федеральному міністерстві навколишнього середовища, охорони природи та ядерної безпеки під керівництвом наступних міністрів Норберта Реттгена (2009—2012) та Петера Альтмаєра (2012—2013). Після виборів 2013 року була призначена парламентською державною секретаркою у Федеральному міністерстві транспорту та цифрової інфраструктури, цього разу під керівництвом міністра Александера Добріндта.
З нагоди шістдесятої річниці дипломатичних відносин між Німеччиною та Індією Райхе брала участь у першому спільному засіданні урядів двох країн у Делі в травні 2011 року.

## Життя після політики
У 2015 році Райхе пішла у відставку з посади в уряді та відмовилася від депутатського мандату на посаду головного виконавчого директора Німецької асоціації місцевих комунальних послуг (VKU). На цій посаді вона була одноголосно обрана президенткою Європейського центру підприємств із громадською участю та підприємств загального економічного інтересу (CEEP) у червні 2016 року .
З 2018 по 2019 рік Райхе також входила до так званої вугільної комісії німецького уряду, якій було доручено розробити генеральний план до кінця року щодо того, як поступово відмовитися від вугілля та створити нову економічну перспективу для видобутку вугілля в країні.
Наприкінці 2019 року Райхе перейшла на нову посаду до німецької енергетичної компанії E.ON.

## Інші види діяльності
- Німецька рада зі сталого розвитку (RNE), член (з 2016 року, призначений персонально канцлером Ангелою Меркель)
- Deutsche Flugsicherung (DFS), член Консультативної ради
- Німецький музей, член Опікунської ради
- Фонд Конрада Аденауера (KAS), член[13]
- Асоціація німецьких фондів, член парламентської консультативної ради (до 2015 р.)

## Полеміка
У 2005 році Райхе описала противників генетичної інженерії як «Bioterroristen» («Біотерористи»). Вона також розкритикувала дві тодішні урядові партії СДПН та Зелених за те, що вони намагалися здобути голоси за цією темою та стимулювали у людей страх перед майбутнім.
У 2012 році Райхе заявила, що одностатеві шлюби становлять більшу загрозу для Німеччини, ніж Європейська боргова криза. ЛГБТ-групи різко розкритикували її за це зауваження.